# バーミンガム植物園
バーミンガム植物園（バーミンガムしょくぶつえん、英: Birmingham Botanical Gardens）は、イギリス、イングランドのバーミンガム、エジバストン（エッジバストン）に位置する植物園である。都市バーミンガムの中心部の南西 3キロメートル (1.9 mi) にあり、敷地面積は 15エーカー (6.1ヘクタール) である。
1829年に造園家で園芸家のジョン・ラウドンにより設計された庭園における多くの当初の特徴および配置が保たれた歴史的な公園・庭園 (Park and Garden) として、2*級 (Grade II*) に指定されており、同じく園内の構造物のいくつかが指定建築物2級 (Grade II) に指定されている。園内には多種多様な植物が展示される温室があり、庭園の禽舎（きんしゃ、鳥小屋）には各種の鳥類が飼育される。バーミンガム植物園は、登録慈善団体であるバーミンガム植物・園芸協会 (Birmingham Botanical and Horticultural Society; BBHS) により管理され、有料で毎日一般公開されている。

## 歴史

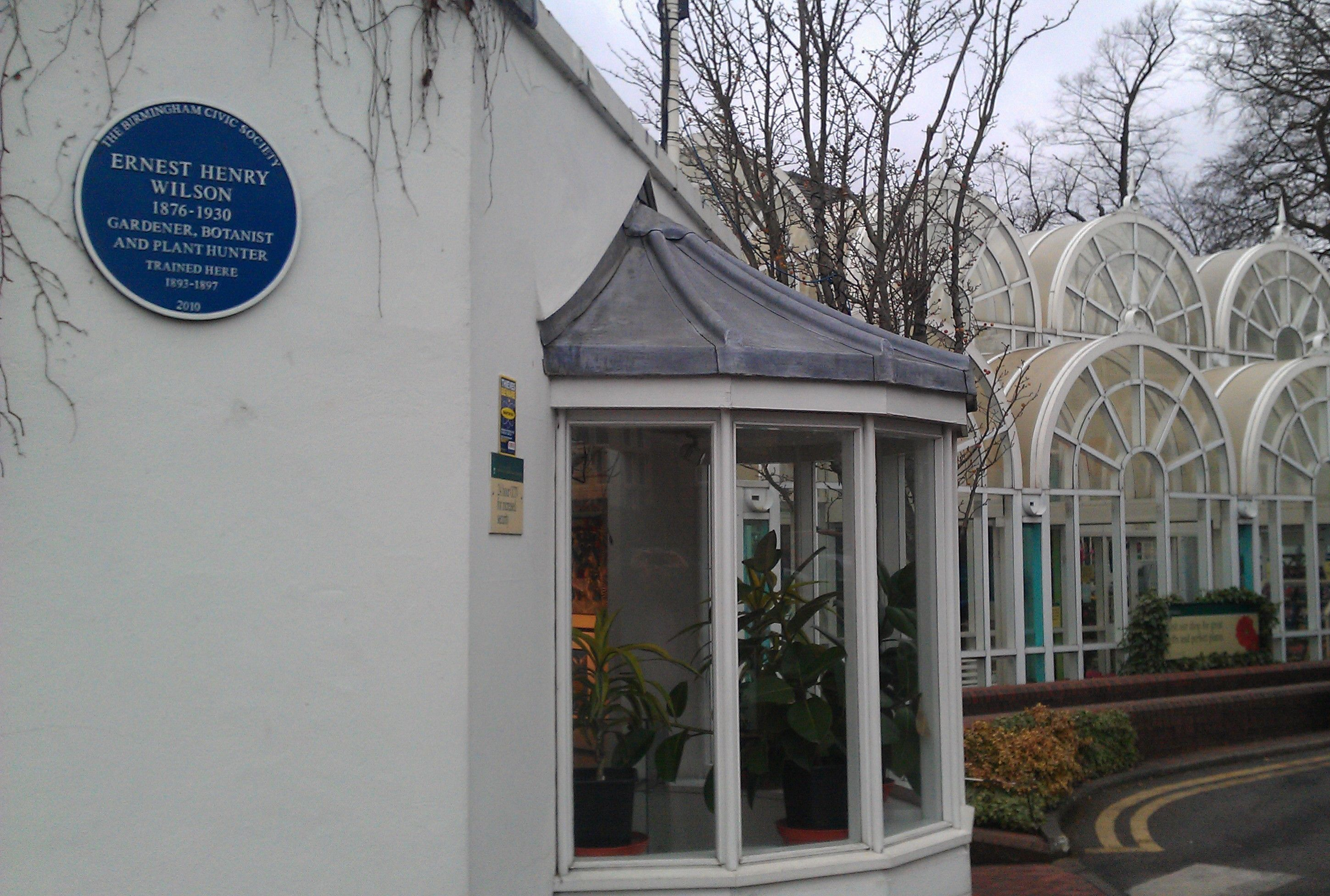
植物園入口のE・H・ウィルソンのブルー・プラーク（銘板）

バーミンガム植物園は、1801年、バーミンガムの医療従事者で薬剤師であったジェームズ・クラーク (James Clarke) の提案にさかのぼり、その約30年後、医療従事者ジェームズ・アーミテージ (James Armitage) と医師ジョン・ダーウォール (John Darwall) の活動により開始された。
1829年にバーミンガム植物・園芸協会が設立された当時の趣意は、その植物園の構築にあった。バーミンガム植物園のために選ばれた場所は、ホリー・バンク・ファーム (Holly Bank Farm) と名付けられたカルソープ (Calthorpe) 家の地所 18エーカー (7.3ヘクタール) の区域であった。庭園は1829年、著名なガーデンプランナー（造園設計家）でガーデニング（園芸）の著作を数多く出版したジョン・ラウドンによって設計された。目指すところは、草木、果物、野菜を販売するための苗圃（苗畑）や市場向け菜園（マーケットガーデン）を包含して、科学的かつ観賞のための庭園や樹木園を一体化することで、庭園の維持費を補うものであった。ラウドンの主要な温室の設計は高額過ぎるとして認められず、それは最終的に地元の製造業者により設計された。敷地の設計および構築に3年を要して、1832年6月11日にようやく協会員のもとに公開された。
さらに整備ならびに植栽が10年にわたって継続された。支出の増加に伴い、1844年に庭園の南の一部 (1/3) が手放され、最終的にウェストボーン・ロード・レジャー・ガーデン (Westbourne Road Leisure Gardens) として使われるようになったが、植物園の配置は、ラウドンの当初の設計以来ほとんど変更はない。
1851年（1852年）、熱帯館 (Tropical House) が「リリー・ハウス (Lily House) 」として、熱帯（アマゾン）のスイレン（英: Water Lily）の1種、オオオニバス (Victoria amazonica) の収容のために建てられた。次いで1871年、ここに亜熱帯館 (Subtropical House) が、ヤシ（英: Palm）や木生シダを収める「パーム・ハウス (Palm House) 」として建設された。1884年には、今日の温室（Terrace glasshouses〈地中海館、乾燥帯館〉）の区域が、当初の温室および差掛小屋 (lean-to houses) の場所に配置された。
バーミンガム植物園は、バーミンガム地域の植栽や庭園の配置に関して、ラウドンの考え（ガーデネスク）を広める重要な役目を果たし、1833年から1927年の間に園内では異国の植物、果物、花の展示会が例年開催され、地元の園芸における知識を高めた。1910年には、動物に関する収集が協会員数の増加を狙って開始され、クマ、サル、アザラシ、ワニなどが展示された。動物の展示はその後放棄されたが、鳥類の園内展示は引き続き人気の一つとしてある。1980年代から1990年代には、180万ポンドをかけて園内の改修が行なわれ、新しい建物がいくつか建てられたほか温室の修復などがなされ、鳥類の禽舎は1995年に建設され、4つに分けて群鳥を収容している。
2010年5月には、著名なアーネスト・ヘンリー・ウィルソンが、かつてバーミンガム植物園に徒弟として在籍していたことから、バーミンガム市民協会 (Birmingham Civic Society) により、ウィルソンを記念したブルー・プラーク（銘板）が設置された。

## 構成

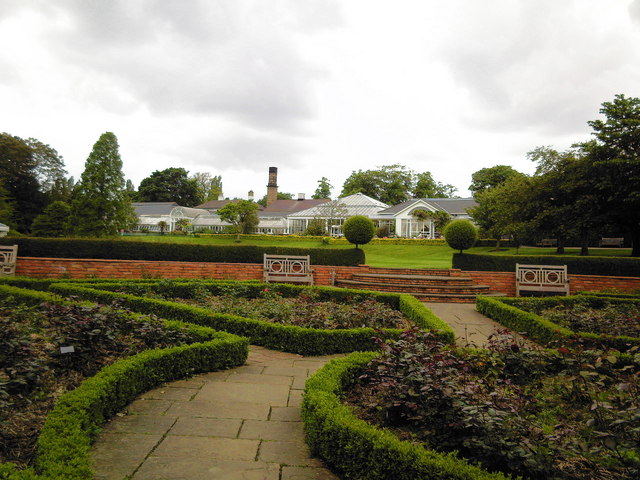
バラ園（サンクンガーデン）

全体としてバーミンガム植物園は 15エーカー (6.1ヘクタール) の美しく手入れされた緑の草木の整えられたヴィクトリア朝の都市公園 (public park) の様相を呈している。園内には、熱帯、亜熱帯、地中海、乾燥帯の4つの主要な温室のほか、高山館 (Alpine House) やチョウ館 (Butterfly House) もある。
温室の南側沿線のテラスは「ラウドン・テラス」という名で知られ、その周囲を取り巻く花壇や低木とともに芝生の要地が一望できる。鳥類の禽舎は、芝生の南（南東）側に位置し、4つのドーム型の鉄製飼育ケージからなる。禽舎の北側には、1995年にサンクンガーデン（沈床花壇）として造成されたバラ園がある。
指定建造物2級 (Grade II) である19世紀のバーミンガムの建築家 F・B・オズボーン (F. B. Osborn) が設計した1873年（1874年）の八角形の鉄製野外ステージ（バンドスタンド、英: bandstand）は、芝生の西側に位置している。芝生の北西の角に立つ八角形で飾り穴のある鋳鉄製のガゼボ（望楼）は1850年頃のもので、修復後、1993年に園内に移設された。野外ステージ（バンドスタンド）の西にあるコード石（人造石）の噴水は、バーミンガムの建築家チャールズ・エッジ (Charles Edge) 設計の1850年のものである。
芝生に沿って小道が巡らされ、園内の主な区域に通じている。北西には、松樹園 (Pinetum)、高山園 (Alpine Yard) 、1994年の一連の歴史園 (Historic Gardens〈ローマ・中世・チューダー庭〉)、それに草本ボーダーがある。南のローマ庭の隣には野鳥などの野生生物の一画 (Wildlife Area) が設けられ、さらに南にはブランコや滑り台などがある子供の遊び場 (Children's Playground)、それにS・S・チューロンの設計により1847年に建てられ、1930年に移築された赤煉瓦造りの指定建造物2級 (Grade II) であるチューロン・コテジがある。
南西には1895年にさかのぼるロックガーデン（石庭）と池 (Pool) があり、ツツジ園 (Rhododendron Walk) や、ウィルソン園 (Wilson Walk) がある。園内の南側には1862-1868年に配されたシダ園 (Fern Walk) 、それに疎林園 (Woodland Walk) などがある。

### 植物
バーミンガム植物園には、世界中から7000種余りといわれるさまざまな植物が収集されている。園内には、普段見ることのない注目すべき植物が数多くあり、噴水の近くにある2本の見事なヒマラヤスギ (Cedrus deodara) は、産業革命において蒸気機関の発展に寄与したジェームズ・ワットの息子ジェームズ・ワット・ジュニアによる1840年代からのものである。

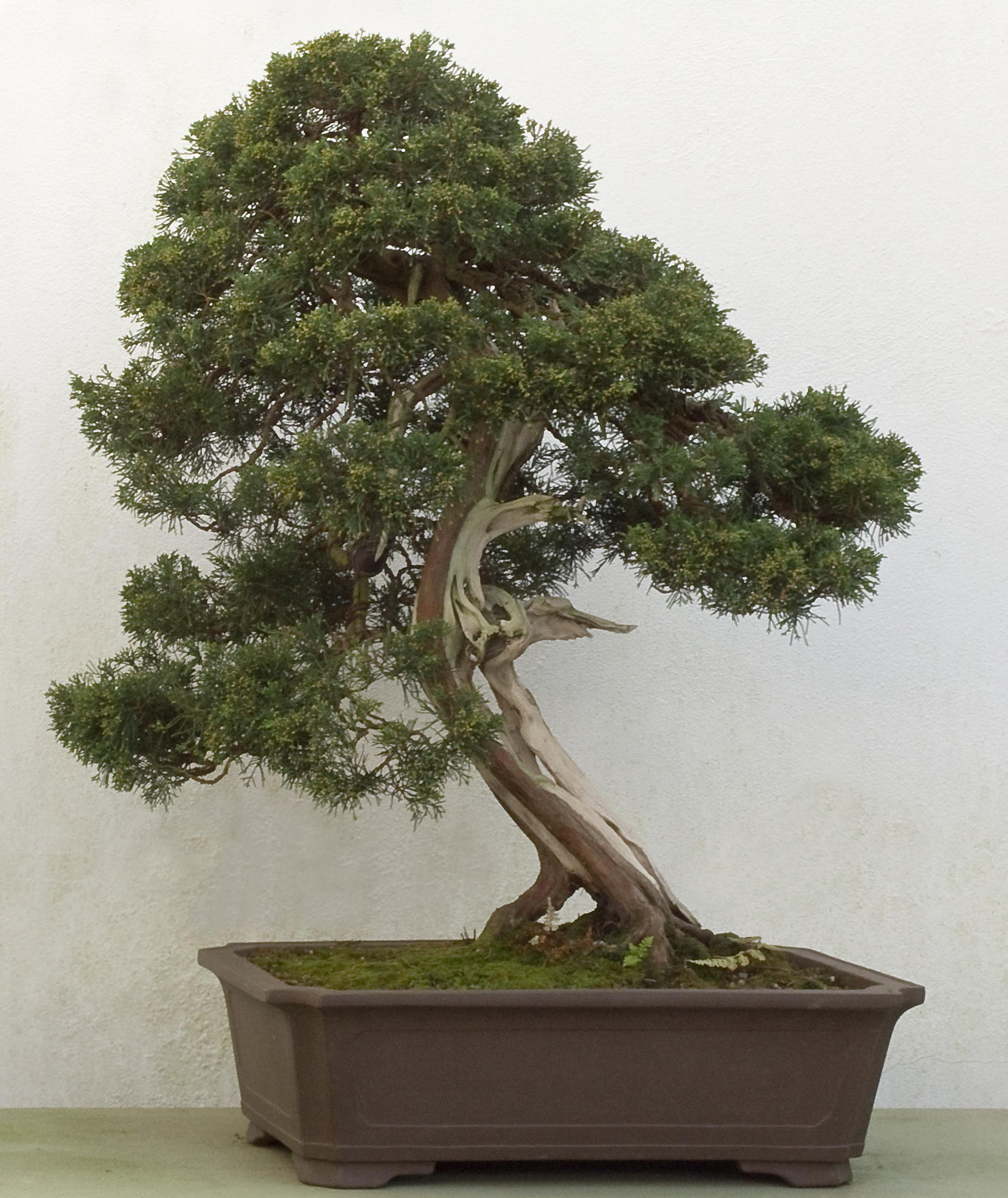
大宮盆栽 (Omiya tree)

植物園には1993年4月に公開されたイギリスの国立盆栽コレクション (The National Bonsai Collection) の展示があり、通常の来訪者および愛好家の双方に対して、盆栽の種類や形状の多様さを包括的に示すよう展示されている。その最も古い展示には、日本の大宮市（現・さいたま市）より1995年に寄贈された樹齢250年というイブキ (Juniperus chinensis) の「大宮盆栽」 (‘Omiya tree’) がある。
4つの温室にはそれぞれ異なる多様な植物が展示されている。熱帯の温室は、キャッサバ、カカオ、バナナといった多くの必須植物や観賞植物などからなる。亜熱帯の温室には、多くのシダ植物 (ferns) 、ラン、それにハエトリグサといった食虫植物などが展示される。ここに見られる木生シダの Dicksonia x lathamii は、植物園のキュレーター（専門員）であった William Bradbury Latham の手で1872年より植育された Dicksonia antarctica と Dicksonia arborescens の特異な交雑種である。地中海の温室は、柑橘類の植物などが展示され、乾燥帯の温室は、サボテンやアロエベラなどの植物からなる。

### 鳥類
植物園内には、ホオジロエボシドリ、ニジキジ、オキナインコ、それにオナガなど、世界中の外国産の鳥が収容されている。主な鳥類は4つの異なる区域からなる白いドーム型の禽舎にあり、それぞれラブバード類のいるアフリカ舎、オキナインコがいる南北アメリカ舎、ベニジュケイやオナガのいるアジア舎、ならびにガビチョウ類やムクドリ類、ホオジロエボシドリなど色彩豊かな鳥が入った禽舎に分かれる。

### 設置施設
バーミンガム植物園には、無料で来場できるガーデン・センター（ギフトショップ、植物販売センター）がある。園内の「ラウドン・テラス」にはティールームがあるほか、会議・イベントの会場が備えられる。
また、バーミンガム植物園は、ウェスト・ミッドランズの学校、カレッジ、保育園、青少年グループに屋外学習の場を提供している。多岐にわたる学習プログラムのほか、成人向けの課程も開催されており、それぞれ授業にはスタディ・センター (Study Centre) という専用の建物が利用される。